# Mellilla inextricata
Mellilla inextricata är en fjärilsart som beskrevs av Walker 1861. Mellilla inextricata ingår i släktet Mellilla och familjen mätare. Inga underarter finns listade i Catalogue of Life.